# Rozières-sur-Mouzon
Rozières-sur-Mouzon é uma comuna francesa na região administrativa de Grande Leste, no departamento de Vosges. Estende-se por uma área de 4,78 km². Em 2010 a comuna tinha 66 habitantes (densidade: 13,8 hab./km²).